# Peter Besanko
Peter Besanko (* 7. Januar 1955 in Melbourne) ist ein ehemaliger australischer Radrennfahrer.

## Sportliche Laufbahn
Besanko war über 20 Jahre lang – von 1975 bis 1996 – als Radrennfahrer aktiv. In dieser Zeit bestritt er nahezu ausschließlich Radrennen in Australien, bis auf wenige Rennen in Belgien.
1986 gewann Besanko die Herald Sun Tour, bei der er 1981 und 1984 jeweils Zweiter und 1979 Dritter geworden war. Im Jahr zuvor hatte er einen schweren Autounfall erlitten, nach dem er mehrere Monate im Krankenhaus verbringen musste und er schon daran gedacht hat, den Radsport aufzugeben. Dreimal gewann er das Rennen Melbourne-Warrnambool – 1984, 1989 und 1992 – und ist damit Rekordsieger. 1989 widmete er den Sieg seinem besten Freund und Cousin David Allan, der im Juni desselben Jahres bei einem Autounfall tödlich verunglückt war. 1976 und 1984 wurde er australischer Meister im Straßenrennen. Bei den UCI-Straßen-Weltmeisterschaften 1985 in Giavera del Montello belegte er Platz 30. 1979, 1981 und 1984 wurde er Radsportler des Jahres in Australien.
1996 trat Besanko vom Radsport zurück und ist heute als Installateur tätig (Stand 2012). Seine Cousins sind die Radrennfahrer Donald und David Allan.

## Ehrungen
1979, 1981 und 1984 wurde Besanko mit der Sir Hubert Opperman Trophy als Australiens „Radsportler des Jahres“ ausgezeichnet.